# João de Figueiredo Borges
João de Figueiredo Borges (em castelhano:  Juan de Figueredo Borges) (Lisboa, século XVII – Palmas de Grã-Canária, 15 de abril de 1674) foi um cantor, músico e compositor português do Barroco.

## Biografia

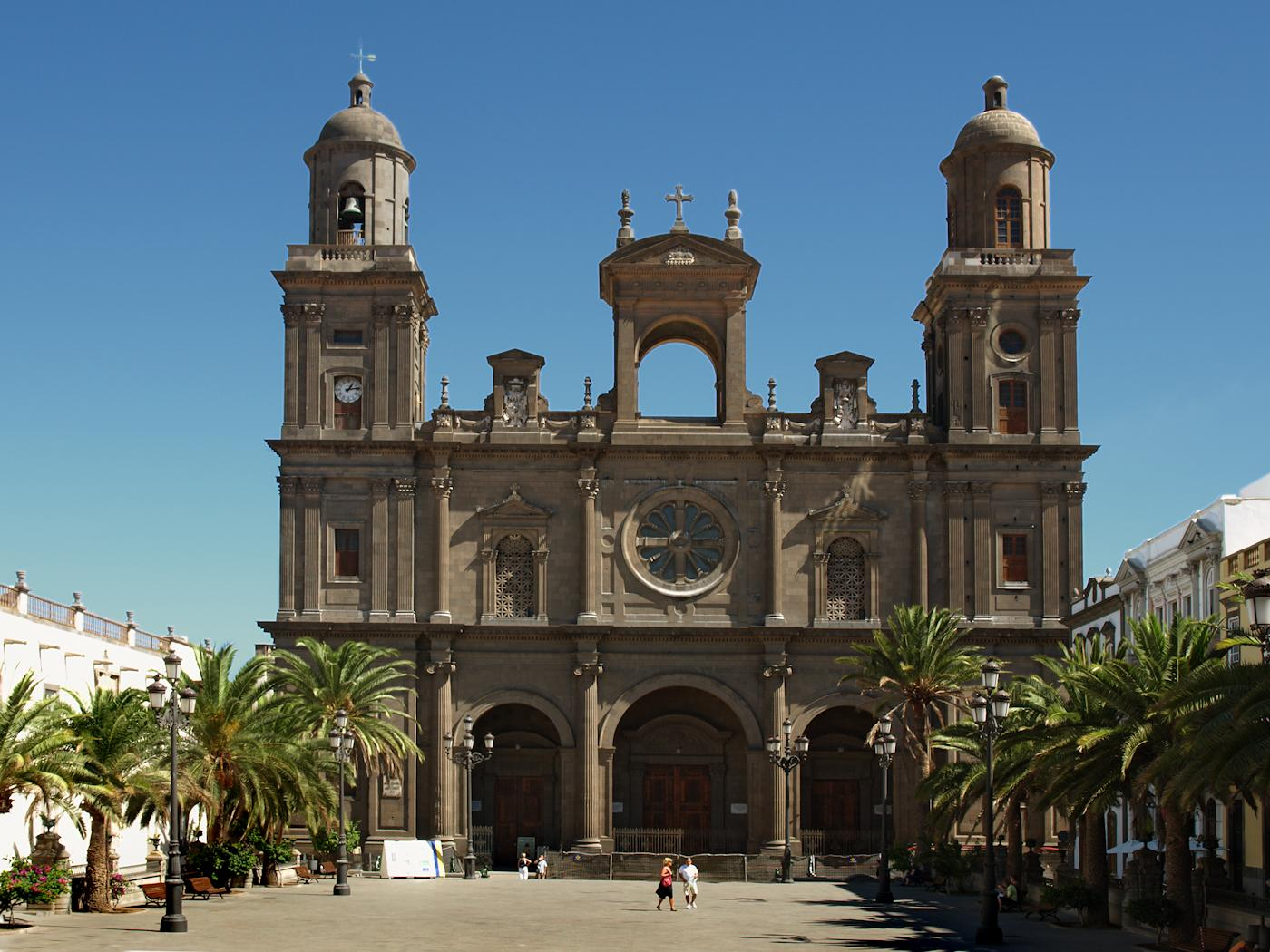
Catedral-Basílica das Canárias

João de Figueiredo Borges nasceu em Lisboa no durante o século XVII. Além da sua naturalidade e casamento com D. Isabel da Conceição, não se conhecem dados da sua biografia até surgir em 1668 em As Palmas, fazendo escala numa viagem que tinha como destino provável o Brasil. Aconteceu que, procurando emprego na catedral local, foi contratado como tenor e mestre de capela sobressalente, numa tentativa de auxiliar o então mestre de capela Miguel de Yoldi que se encontrava doente e incapaz de cumprir plenamente com as suas obrigações.
Em 30 de agosto de 1669 tornou-se mestre de capela efetivo em resposta a uma petição sua. Na verdade, não foi o primeiro português a ocupar o cargo, uma vez que tal já havia os precedentes de Gaspar Gomes e Manuel de Tavares. Morreu em 15 de abril de 1674.
O seu curto período de atividade, o carácter insular de Grã-Canária e a história conturbada da sua Capela fizeram com que fosse esquecido ao ponto de se tornar um compositor extremamente obscuro. Contudo, pelo menos dez composições da sua autoria sobreviveram nos arquivos catedralícios que, revelando uma grande qualidade musical, renovaram o interesse por João de Figueiredo Borges.

## Obras
- “Adjuva nos Deus” a 4vv
- “Cum invocarem” a 8vv
- “Joseph, fili David” a 8vv
- “Laudemus virum” a 8vv
- “Magnificat” do 6.º tom a 8vv
- “Magnificat” do 7.º tom a 8vv
- “Miserere mei” a 8vv
- “Salve Regina” a 5vv
- “Stabat Mater” a 7vv
- “Videns crucem Andreas” a 8vv
- Alguns vilancicos[1]

## Gravações
- 2014 — La Creación Musical en Canarias 44. Grupo vocal Odhecaton. Piros.